# Fotometría diferencial
La fotometría diferencial es una de las dos variantes de las que dispone la fotometría para determinar el brillo de los diferentes astros (asteroides, estrellas, planetas, galaxias, etc.). Se basa en el uso de, al menos, dos estrellas distintas: una que se denomina estrella de calibración y otra que se llama estrella de chequeo; ambas estrellas han de ser astros de brillo y color bien determinados en algún sistema fotométrico con la particularidad de no ser variables.
La técnica es muy sencilla: con cualquier fotómetro (fotoeléctrico o CCD) se determina qué diferencia de magnitud existe entre la estrella de calibración y la de chequeo con respecto a la variable, el único astro que ha de cambiar de brillo con el tiempo. Al representar la magnitud obtenida en función del tiempo se comprobará que la estrella variable cambia de brillo de modo regular con un cierto período, mayor o menor en función del tipo (estrella variable RR Lyrae, estrella variable Cefeida, Mira, etc.)
El uso de la estrella de chequeo permite comprobar que la estrella de calibración no es, a su vez, un astro variable: al representar la magnitud de esta estrella en función del tiempo se debe de obtener una línea prácticamente plana, sin apenas oscilaciones. (Si no fuese así una de las dos estrellas de referencia es variable: sería preciso cambiar de estrellas.)
La fotometría diferencial es la más usada por los aficionados que emplean una CCD (fotometría CCD) ya que, al ser el campo visual del chip bastante pequeño (por ejemplo 13' x 8'), en la misma imagen se captura la variable, la estrella de calibración y la de chequeo; como la distancia cenital de las tres estrellas es prácticamente idéntica no es preciso determinar la masa de aire ni la extinción atmosférica, lo cual simplifica los resultados.
El uso de un chip CCD permite que, por ejemplo, se puedan seguir y estudiar un centenar de estrellas distintas en una misma imagen: es el caso de capturar un cúmulo abierto o un cúmulo globular. Utilizando una secuencia fotométrica adecuada y filtros de color (fotometría en banda V, por ejemplo) es posible determinar los brillos de las distintas estrellas con una precisión de 0,001 magnitudes.